# Hypanua roseitincta
Hypanua roseitincta är en fjärilsart som beskrevs av George Francis Hampson 1918. Hypanua roseitincta ingår i släktet Hypanua och familjen nattflyn. Inga underarter finns listade i Catalogue of Life.

## Bildgalleri

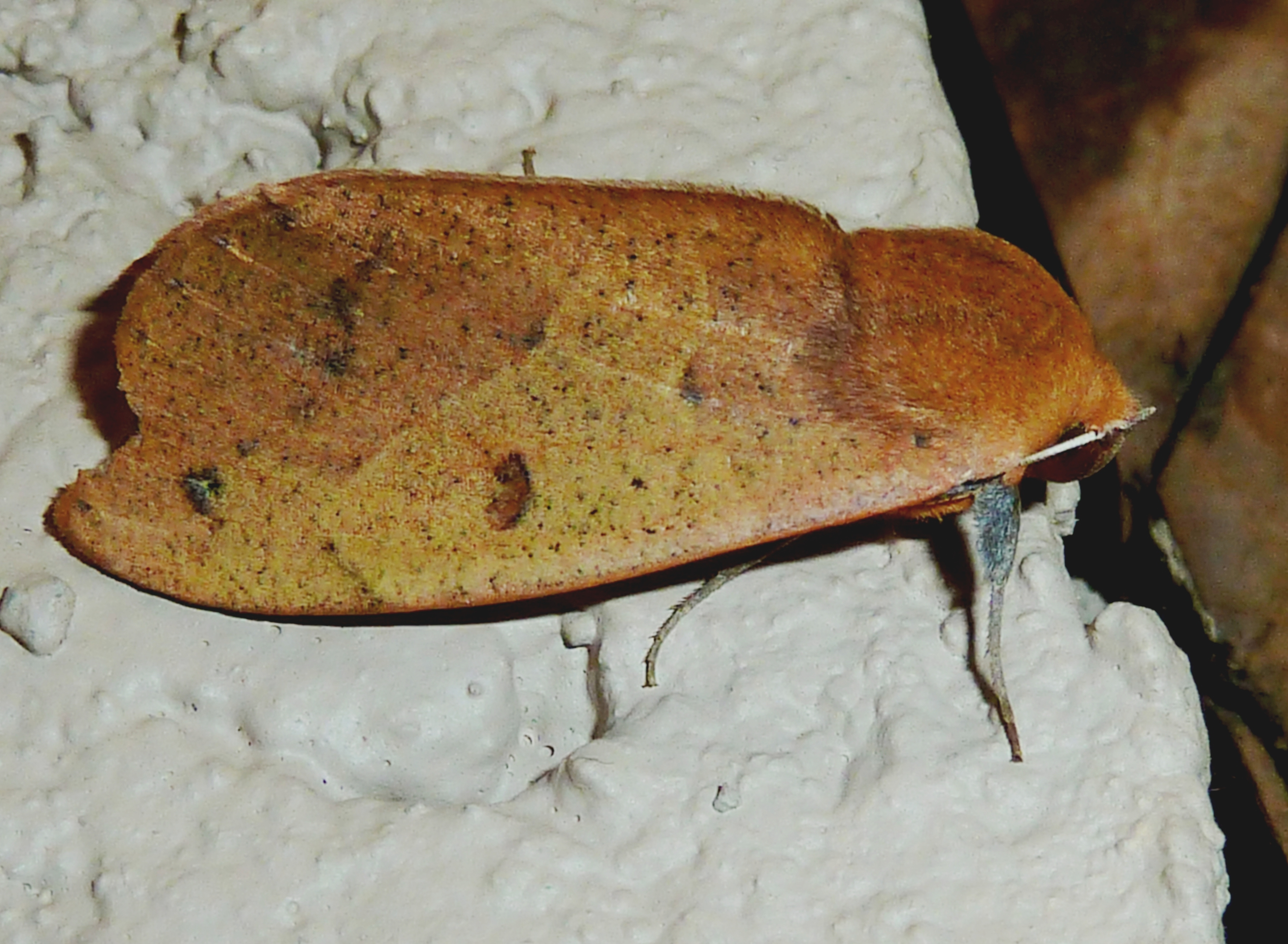
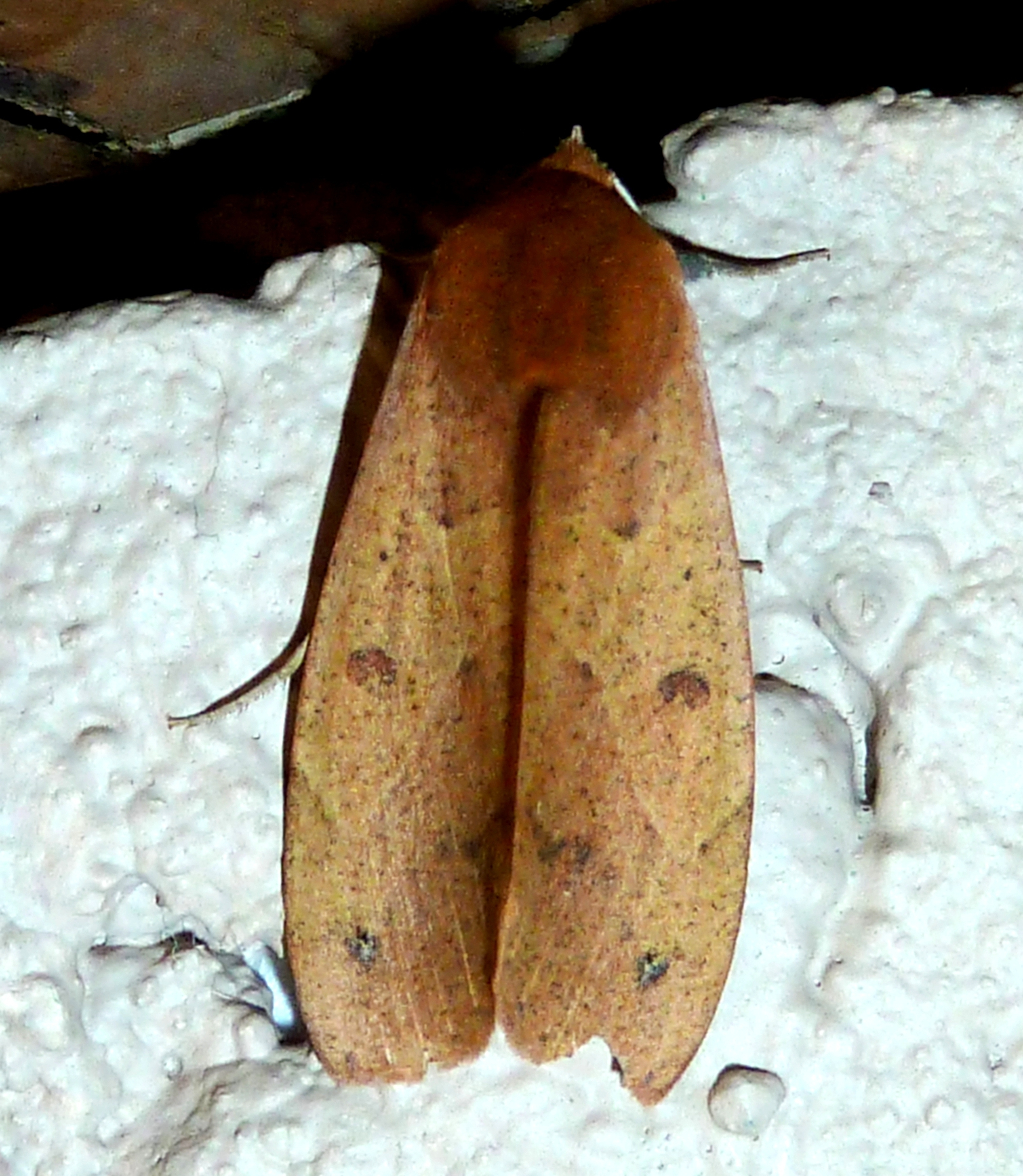